# GLADIATOR 020 in OSAKA
GLADIATOR 020 in OSAKAは、日本の総合格闘技団体「GLADIATOR」の大会の一つ。
2023年1月22日、大阪府豊中市の176BOXで開催された。

## 大会概要
本大会ではGLADIATORフェザー級王座決定戦、同ライト級タイトルマッチ、PROGRESSフォークスタイルグラップリングのウェルター級王座決定戦という3大タイトルマッチが組まれた。韓国からチョ・ソンビンとキ・ウォンビン、米国からジョセフ・チェンらを招聘。さらに長谷川賢タレントリレーションズ代表が発掘したフィリピンのジョン・オリニドも参戦するなど、国際色豊かな大会となった。

## 試合結果

### オープニングファイト
第1試合 アマチュアMMA アトム級 3分2R
○  セアリ vs.  MIYU ×
判定2-1
第2試合 PROGRESSコンバット柔術 バンタム級 5分2R
○  竹本啓哉 vs.  江木伸成 ×
1R 2:23 リアネイキドチョーク
第3試合 PROGRESSフォークスタイルグラップリング 79kg契約 5分2R
○  山田崇太郎 vs.  井上啓太 ×
判定4-2

### プレリミナリーファイト
第4試合 ヘビー級 5分2R
○  大場慎之助 vs.  チョン・ホチョル ×
1R 1:50 首固め
第5試合 バンタム級 5分2R
○  溝口司 vs.  ガッツ天斗 ×
判定2-1

### メインカード
第6試合 バンタム級 5分3R
○  笹晋久 vs.  ジョン・オリニド ×
判定4-2
第7試合 キックルール スーパーウェルター級 3分3R
○  璃久 vs.  イゴール・シルバ ×
2R 2:19 KO
第8試合 フライ級 5分3R
○  宮城友一 vs.  久保健太 ×
1R 4:56 リアネイキドチョーク
第9試合 PROGRESSフォークスタイルグラップリング ウェルター級王座決定戦 5分3R
○  ジョセフ・チェン vs.  森戸新士 ×
2R 4:27 腕ひしぎ十字固め
※ジョセフ・チェンがPROGRESSフォークスタイルグラップリング ウェルター級初代王者に
第10試合 GLADIATORライト級タイトルマッチ 5分3R
○  キ・ウォンビン vs.  グスタボ・ウーリッツァー ×
2R 4:50 TKO
※キ・ウォンビンが王座防衛に成功
第11試合 GLADIATORフェザー級王座決定戦 5分3R
○  チョ・ソンビン vs.  中川皓貴 ×
1R 2:12 TKO
※チョ・ソンビンが第4代GLADIATORフェザー級王者に

### ポストリミナリー
第12試合 ウェルター級 5分2R
○  スティーブン・ギレスピ vs.  藤田大 ×
1R 3:24 バギーチョーク
第13試合 フライ級 5分2R
○  陸虎 vs.  坪内一将 ×
判定3-0
第14試合 バンタム級 5分2R
○  秋田良隆 vs.  今村豊 ×
判定3-0

### ザ・ワンTV ファイトボーナス
キ・ウォンビン ※70万円
ジョセフ・チェン ※20万円
宮城友一 ※10万円

### 武道奨励金制度
ベストバウト：溝口司vs.ガッツ天斗（受賞者 溝口司）